# أ. أوبري بودين
أ. أوبري بودين (بالإنجليزية: A. Aubrey Bodine)‏ هو صحفي ومصور أمريكي، ولد في 21 يوليو 1906 في بالتيمور في الولايات المتحدة، وتوفي في 28 أكتوبر 1970.